# Rosibel Vindel
Rosibel Vindel Barrera (1976, Tegucigalpa, Honduras) es una presentadora de televisión, locutora de radio, periodista, actriz, esgrimista y maestra hondureña.

## Biografía y carrera
Obtuvo una licenciatura en periodismo en la Universidad Nacional Autónoma de Honduras, donde también obtuvo diplomados en técnicas de publicidad y producción de televisión. Estudió esgrima en la Real Federación Española de Esgrima, donde también se preparó para ser maestra de esgrima teatral, dramática y deportiva. Se graduó como monitora de aeróbic 
en la Federación Gimnasia de Madrid. Fue monitora de esgrima escénica y deportiva, también maestra de esgrima interpretativa en la Escuela de Artes Escénicas de Málaga. Durante muchos años fue monitora de esgrima escénica en diferentes instituciones privadas de Andalucía.
Empezó a laborar como periodista en la Casa de cultura de Zacatecas, México. Fue presentadora de televisión para los noticieros del canal Lua Multimedia s. L. Productora. y en el Canal 22, donde también fue gerente de relaciones públicas. Fue presentadora de los programas de moda ¿Qué me pongo? y Moda Viva-Viva Moda para España y Portugal. En Honduras fue coordinadora, presentadora y reportera de campo en Telenisa (cerrado en 2003), Canal 54 y VTV. En México ha trabajado en De ida y vuelta con Alejandro Aura, en el Canal 22 y presentadora de noticias en el Canal Cultura de México.
Como actriz ha aparecido en varias series de televisión españolas.

## Filmografía
| Año  | Título                   | Papel      |  |
| ---- | ------------------------ | ---------- |  |
| 2005 | María querida            | Periodista |  |
| 2008 | Sin tetas no hay paraíso |            |  |
| 2008 | Cuenta atrás             | Jenny      |  |
| 2009 | Arrayán                  | Eliana     |  |

## Palmarés
| Año  | Competición                                            | Posición |
| 2010 | Campeonato por Equipos Femenino de Andalucía de Espada |          |